# Pseudalsophis elegans
Espèce
Synonymes
- Lygophis elegans Tschudi, 1845
- Philodryas elegans (Tschudi, 1845)
- Dryophylax freminvillei Duméril, Bibron & Duméril, 1854
- Dromicus rufidorsatus Günther, 1858
- Philodryas elegans rufidorsatus (Günther, 1858)
- Tachymenis surinamensis Dunn, 1922

Statut de conservation UICN

 LC  : Préoccupation mineure
Pseudalsophis elegans  est une espèce de serpents de la famille des Dipsadidae.

## Répartition
Cette espèce se rencontre en Équateur, au Pérou et au Chili,.

## Liste des sous-espèces
Selon The Reptile Database (22 avril 2014) :
- Pseudalsophis elegans elegans (Tschudi, 1845)
- Pseudalsophis elegans rufodorsatus (Günther, 1858)

## Publications originales
- Günther, 1858 : Catalogue of Colubrine Snakes in the Collection of the British Museum, London, p. 1-281 (texte intégral).
- Tschudi, 1845 : Reptilium conspectus quae in Republica Peruana reperiuntur et pleraque observata vel collecta sunt in itinere. Archiv für Naturgeschichte, vol. 11, no 1, p. 150-170 (texte intégral).